# تامزريت إكرنان (إكرنان)
تامزريت إكرنان هو دُوَّار يقع بجماعة غسات، إقليم ورززات، جهة درعة تافيلالت في المملكة المغربية. ينتمي الدوّار لمشيخة إكرنان التي تضم 8 دواوير. يقدر عدد سكانه بـ 684 نسمة حسب الإحصاء الرسمي للسكان والسكنى لسنة 2004.

## روابط خارجية
- البوابة الوطنية للجماعات الترابية نسخة محفوظة 12 مارس 2018 على موقع واي باك مشين.
- المندوبية السامية للتخطيط